# Eleanor Whitton
Pour les articles homonymes, voir Whitton.
Eleanor Whitton (1879 - 28 mars 1956) est une militante irlandaise du droits des animaux, membre fondatrice de la South County Dublin Society for the Prevention of Cruelty to Animals et de la branche irlandaise de la Ligue internationale pour la protection des chevaux,.

## Biographie
Eleanor Whitton est née Eleanor Constance Beatty en 1879 dans le comté de Longford. Elle est la fille du révérend de l'Église d'Irlande Alexander Beatty. Elle épouse Henry M. Whitton, greffier de la cour d'appel en 1902. Le couple a un fils et deux filles. En 1954, leur fils, Cuthbert Henry Whitton, est nommé juge principal à la Cour suprême de Singapour. En tant que cavalière chevronnée, Whitton a été l'un des membres fondateurs de la South County Dublin Society for the Prevention of Cruelty to Animals (SPCA) en 1905, servant de secrétaire honoraire jusqu'en 1954. Elle mène une campagne contre l'exportation de chevaux de boucherie en 1928 en étant membre fondatrice de la Ligue internationale pour la protection des chevaux (International League for the Protection of Horses, ILPH) en Irlande, et en tant que directrice honoraire pour le reste de sa vie..Whitton mène des enquêtes sur les conditions d'expédition des chevaux et a lancé une campagne pour l'interdiction de l'exportation de chevaux en direct. Elle aurait acheté personnellement entre 4 000 et 9 000 chevaux pour les sauver, aidant à acheter des « terrains de repos » à Rathfarnham, le premier type de sanctuaire du genre en Irlande.
À la fin de la Seconde Guerre mondiale, l'Irlande commence à exporter un grand nombre de chevaux vers la France et la Belgique pour la viande de cheval. Whitton passe une grande partie de son temps à surveiller le chargement d'animaux vivants. Elle s'assure que les conditions à bord des navires étaient bonnes et que le cheval est apte à voyager. À une occasion, elle engage un vétérinaire pour voyager sur un navire à destination de la France. Elle voyage à travers l'Irlande pour inspecter des chevaux en ses qualités à la fois à la SPCA et à l'ILPH. Le travail de Whitton et de ces groupes attire l'attention du public en 1952 lorsque la SPCA, l'ILPH, la Our Dumb Friends League et la Dublin Animals' Protection Association organisent une marche de protestation dans le centre de Dublin de 1000 personnes le 28 mars 1952. Ils ont également tenu une réunion très fréquentée le 28 avril 1952 au Mansion House, Dublin. La politique commune des trois groupes s’appelle les « cinq P » en anglais, à savoir défilés (parades), affiches (posters), réunions de protestation, publicité et politique. Whitton est morte avant de voir l'interdiction des exportations de chevaux vivants d'Irlande, mais les campagnes ont abouti à l'adoption d'une législation à cet effet en 1961, 1963 et 1964. Son travail a également obtenu le soutien d'un certain nombre de DT, dont Patrick O'Donnell, Alfred Patrick Byrne, William Norton, Patrick Cogan, Henry Morgan Dockrell, Michael Ffrench-O'Carroll, William Davin et taoiseach John A. Costello .
Le travail de Whitton est considéré comme introduisant le bien-être animal dans la politique publique irlandaise. Elle meurt à son domicile du 10 Laburnum Road, Clonskeagh, Dublin le 28 mars 1956.